# Georg Thomalla

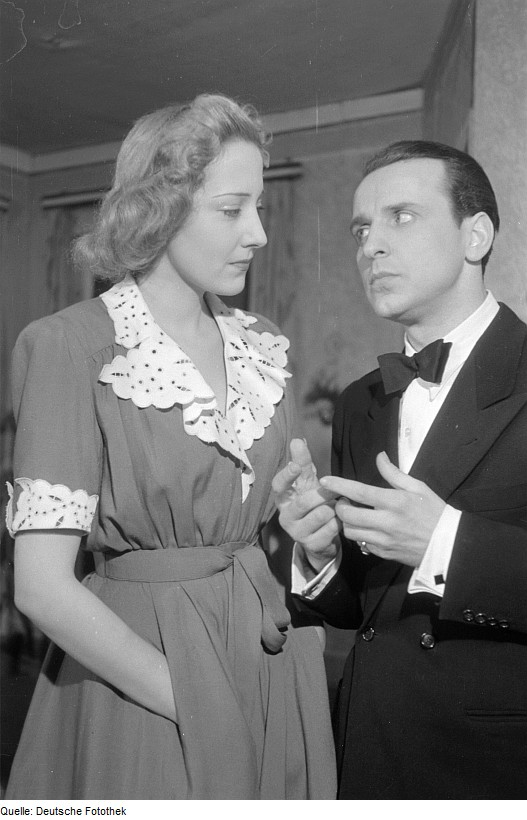
Georg Thomalla 1946 während der Aufführung von Der Mustergatte am Jürgen-Fehling-Theater Berlin

Georg Valentin Thomalla (* 14. Februar 1915 in Kattowitz, Deutsches Reich; † 25. August 1999 in Starnberg) war ein deutscher Schauspieler und Synchronsprecher.

## Leben
Thomalla war der Sohn des Justizinspektors Blasius Thomalla und seiner Ehefrau Maria, geborene Damas. Nach der Volksabstimmung in Oberschlesien und der Aufteilung des Gebiets zog die Familie nach Oppeln. Er verlor früh seine Eltern und lernte zunächst den Beruf des Kochs, schloss sich dann aber einer Wanderbühne als Schauspieler an. 1932 debütierte er in Dömitz als Diener in der Operette Das Land des Lächelns. 1935 wurde er vom Theater am Nollendorfplatz engagiert, von 1936 bis 1938 spielte er am Stadttheater Gelsenkirchen und von 1938 bis 1939 am Reußischen Theater Gera. Gleichzeitig fand Thomalla bereits den Weg zu seinen späteren Stammtheatern als Boulevardschauspieler, der Komödie und dem Theater am Kurfürstendamm in Berlin. In den Sommermonaten spielte er auf kleineren Bühnen, so z. B. 1937 auf der Waldbühne Heessen.
Noch während der Dreharbeiten zu seiner ersten Filmrolle in Josef von Bákys Literaturverfilmung Ihr erstes Erlebnis wurde er zur Luftwaffe eingezogen, immer wieder aber für die Film- und Theaterarbeit freigestellt. Thomalla verlieh Karl Ritters propagandistischen Fliegerfilmen – so etwa Stukas (1941) – heitere Akzente. In kleinen Unteroffiziers-Rollen und dann besonders in Helmut Käutners Film Wir machen Musik kam bereits sein komödiantisches Talent zur Geltung. Er stand 1944 auf der Gottbegnadeten-Liste des Reichsministeriums für Volksaufklärung und Propaganda.
Nach Ende des Zweiten Weltkriegs trat er 1945/46 am Kabarett der Komiker auf, dem er von 1948 bis 1956 als Mitglied angehörte. Im Haus am Waldsee sowie im Theater am Kurfürstendamm verkörperte er den Puck in Ein Sommernachtstraum und 1950 am Schlosspark Theater den Beamten Chlestakov in Der Revisor. Als Filmschauspieler gelang ihm der Durchbruch 1951 in Fanfaren der Liebe an der Seite von Dieter Borsche. Schnell wurde der „kleine Mann“ populär, vorwiegend durch Klamauk-Rollen. Als Carl Boese, der ihm die Hauptrolle in dem musikalischen Lustspiel Bezauberndes Fräulein (1953) anvertraut hatte, erkrankte, führte Thomalla das einzige Mal in seiner Laufbahn Regie. Daneben spielte er weiterhin Theater in Berlin. Zu Beginn seiner Karriere sang er auch. So trat er 1958 in der deutschen Vorentscheidung zum Eurovision Song Contest an.
In den 1950er, 1960er und frühen 1970er Jahren gehörte der quirlige Thomalla zu den wichtigsten Akteuren des bundesdeutschen Filmlustspiels. Thomalla blieb zeit seines Lebens ein Komödiant und konnte sich nie im Charakterfach durchsetzen. In Fritz Kortners Filmdrama Die Stadt ist voller Geheimnisse und in Käutners romantischem Ost-West-Drama Himmel ohne Sterne ist er ausnahmsweise in ernsten Rollen zu sehen. Als Hauptdarsteller fungierte er in den Filmkomödien Hochwürden drückt ein Auge zu und Immer Ärger mit Hochwürden sowie Einer spinnt immer. Daneben spielte er weiterhin Theater und feierte große Erfolge in den von Curth Flatow auf ihn zugeschnittenen Boulevardstücken Vater einer Tochter und Der Mann, der sich nicht traut.
Der Beginn des Fernsehens als Massenmedium verhalf ihm endgültig zum Durchbruch. Seine Fernsehserie Komische Geschichten mit Georg Thomalla (1961–1971) zählte mit zu den beliebtesten Sendungen der deutschen Zuschauer. Großen Erfolg hatte er auch mit der Verkörperung der Titelrolle in der Familien-Fernsehserie Unser Pauker, die 1965 und 1966 im Abendprogramm des ZDF in 20 Folgen ausgestrahlt wurde. Ebenfalls im ZDF lief von 1982 bis 1985 die Reihe Ein Abend mit Georg Thomalla, der ein ähnliches Konzept zu Grunde lag wie bei den Komischen Geschichten. Letztmals auf der Leinwand zu sehen war Thomalla in dem 1992 entstandenen Generationendrama Lilien auf der Bank.

## Synchronsprecher
Thomallas Filmschaffen umfasst mehr als 120 Filme und ist darüber hinaus mit der Synchronisation vieler Hollywood-Stars verbunden. Er war die deutsche Stimme von Jack Lemmon, Danny Kaye, Peter Sellers und Bob Hope. Thomalla synchronisierte Sellers in den meisten Filmen der Inspektor-Clouseau-Reihe sowie Jack Lemmon zwischen 1955 und 1998 in 42 Filmen, unter anderem in Manche mögen’s heiß, Ein seltsames Paar und Extrablatt. 1996 kam es zu einer Begegnung zwischen Lemmon und Thomalla, als der amerikanische Schauspieler während der Berlinale 1996 mit dem Goldenen Ehrenbär für sein Lebenswerk ausgezeichnet wurde und Thomalla zu diesem Anlass die Laudatio hielt.

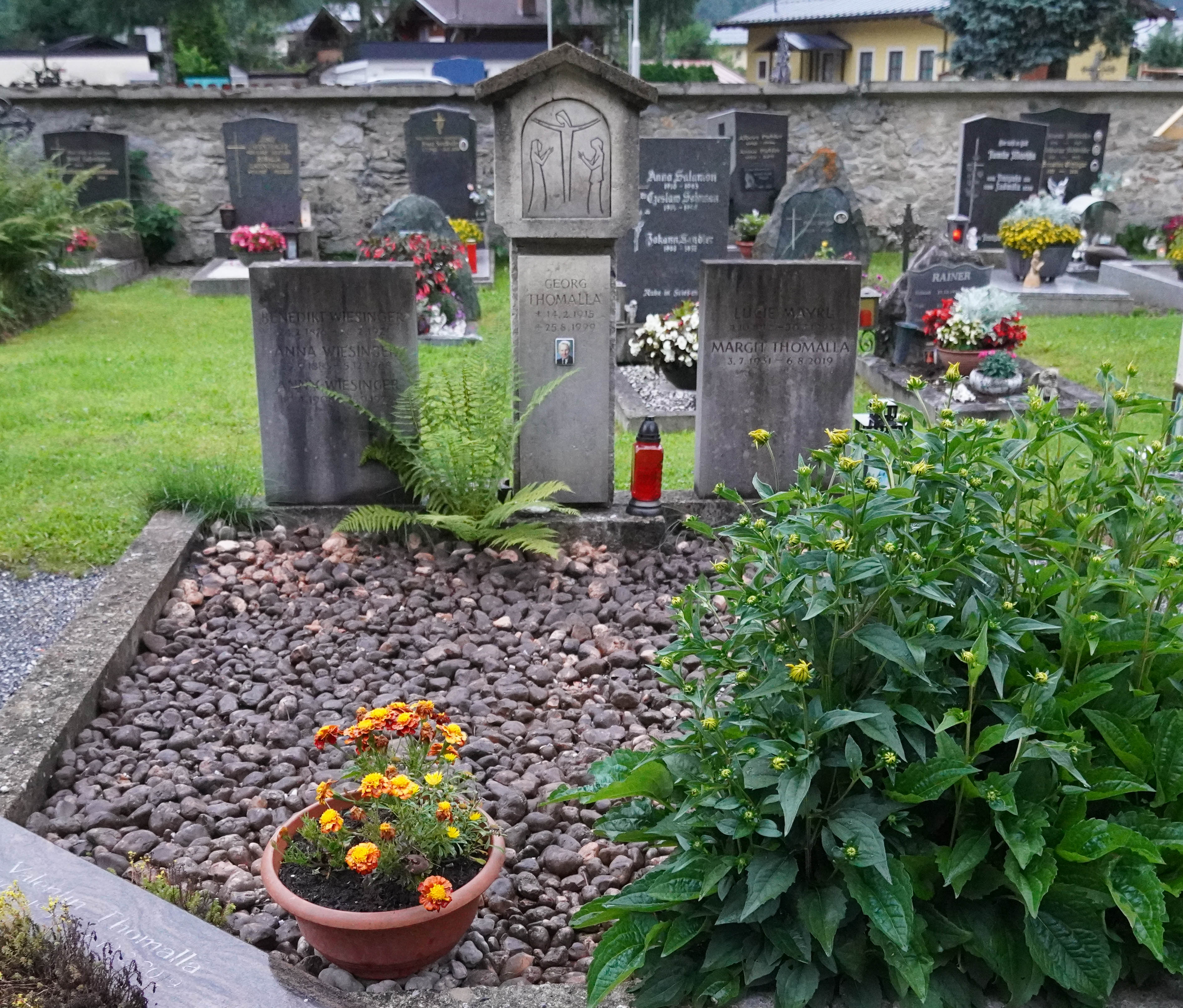
Grabstätte von Georg Thomalla

Ferner war Thomalla die deutsche Stimme des Zauberer von Oz in Das zauberhafte Land (USA, 1939) und lieh der Zeichentrickfigur Jiminy Grille im 1940 erschienenen Disneyfilm Pinocchio seine Stimme. 1969 sprach er den Löwen im Trickfilm Die Konferenz der Tiere.

## Privat
Georg Thomalla war zeitweise mit der Schauspielkollegin Germaine Damar liiert. Seit 1957 war er mit Margit Mayrl, einer Pensionsbesitzerin aus Bad Gastein (Österreich), verheiratet. Thomalla war Vater von zwei Söhnen. Der Schauspieler starb im Alter von 84 Jahren an den Folgen einer Lungenentzündung.
Thomalla lebte in Berlin-Lichtenrade. Seine letzten Lebensjahre verlebte er in München-Schwabing am Hohenzollernplatz, zudem in Spanien bei Alicante und in Bad Gastein, auf dessen Friedhof er begraben wurde.
Er interessierte sich für religiöse Fragen und fernöstliche Philosophie. Ab Mitte der 1980er Jahre war er Mitglied der ISKCON (Hare-Krishna-Bewegung).

## Filmografie

### Kinofilme
- 1939: Ihr erstes Erlebnis
- 1940: Der Kleinstadtpoet
- 1941: Über alles in der Welt
- 1941: Jungens
- 1941: Stukas
- 1942: Wir machen Musik
- 1943: Besatzung Dora
- 1943: Herr Sanders lebt gefährlich
- 1943/46: Peter Voss, der Millionendieb
- 1944: Ein schöner Tag
- 1944: Nora
- 1944: Der große Preis
- 1944: Solistin Anna Alt
- 1944: Ein fröhliches Haus
- 1944/49: Der große Fall
- 1946: Sag’ die Wahrheit
- 1947: Herzkönig
- 1949: Um eine Nasenlänge
- 1949: Man spielt nicht mit der Liebe
- 1949: Die seltsame Geschichte des Brandner Kaspar
- 1950: Eine Nacht im Séparée
- 1950: Maharadscha wider Willen
- 1950: Drei Mädchen spinnen
- 1951: Fanfaren der Liebe
- 1951: Königin einer Nacht
- 1951: Schwarze Augen
- 1952: Ein ganz großes Kind
- 1952: Meine Frau macht Dummheiten
- 1952: Der Fürst von Pappenheim
- 1952: Der keusche Lebemann
- 1952: Mikosch rückt ein
- 1952: Tanzende Sterne
- 1953: Der Onkel aus Amerika
- 1953: Damenwahl
- 1953: Fanfaren der Ehe
- 1953: Bezauberndes Fräulein
- 1954: Bei Dir war es immer so schön
- 1954: Fräulein vom Amt
- 1954: Die sieben Kleider der Katrin
- 1954: Viktoria und ihr Husar
- 1955: Die Stadt ist voller Geheimnisse
- 1955: Solang’ es hübsche Mädchen gibt
- 1955: Wunschkonzert
- 1955: Himmel ohne Sterne
- 1956: Meine Tante – Deine Tante
- 1956: Musikparade
- 1956: Ein Mann muß nicht immer schön sein
- 1957: Viktor und Viktoria
- 1957: Tante Wanda aus Uganda
- 1957: Das Glück liegt auf der Straße
- 1957: Junger Mann, der alles kann
- 1957: Ein Stück vom Himmel
- 1958: Scampolo
- 1958: Ooh … diese Ferien
- 1958: Das haut einen Seemann doch nicht um
- 1958: Die Sklavenkarawane
- 1959: Paprika
- 1959: Der Löwe von Babylon
- 1959: Laß mich am Sonntag nicht allein
- 1960: Unsere Heimat ist die ganze Welt
- 1960: Das Spukschloß im Spessart
- 1961: Bei Pichler stimmt die Kasse nicht
- 1961: Adieu, Lebewohl, Goodbye
- 1961: Der Traum von Lieschen Müller
- 1961: Ramona
- 1962: Der Vogelhändler
- 1962: Schneewittchen und die sieben Gaukler
- 1962: … und ewig knallen die Räuber
- 1962: Die Försterchristel
- 1963: Mit besten Empfehlungen
- 1964: Lausbubengeschichten
- 1964: Erzähl mir nichts
- 1966: Ich suche einen Mann
- 1967: Wenn Ludwig ins Manöver zieht
- 1968: Zur Hölle mit den Paukern
- 1968: Immer Ärger mit den Paukern
- 1969: Unser Doktor ist der Beste
- 1969: Herzblatt oder Wie sag ich’s meiner Tochter?
- 1969: Hilfe, ich liebe Zwillinge!
- 1970: Hurra, unsere Eltern sind nicht da
- 1970: Unsere Pauker gehen in die Luft
- 1970: Nachbarn sind zum Ärgern da
- 1971: Hurra, wir sind mal wieder Junggesellen!
- 1971: Einer spinnt immer
- 1971: Verliebte Ferien in Tirol
- 1971: Hochwürden drückt ein Auge zu
- 1972: Kinderarzt Dr. Fröhlich
- 1972: Meine Tochter – deine Tochter
- 1972: Immer Ärger mit Hochwürden
- 1972: Mensch ärgere dich nicht
- 1973: Crazy – total verrückt
- 1973: Wenn jeder Tag ein Sonntag wär
- 1974: Auch ich war nur ein mittelmäßiger Schüler
- 1978: Der Tiefstapler
- 1993: Lilien in der Bank

### Fernsehfilme
- 1953: Der Hund im Hirn
- 1954: Das Ministerium ist beleidigt
- 1955: Bezauberndes Fräulein
- 1962: Nie hab ich nie gesagt
- 1963: Bezauberndes Fräulein
- 1963: Tote zahlen keine Steuern
- 1964: Casanova wider Willen
- 1964: Gerechtigkeit in Worowogorsk
- 1964: Der König mit dem Regenschirm
- 1964: Träumerei des Herrn Schumann
- 1965: Weekend im Paradies
- 1977: Links und rechts vom Ku’damm
- 1979: Noch ’ne Oper
- 1980: Kolportage
- 1985: Ein Mann ist soeben erschossen worden
- 1990: Willi – Ein Aussteiger steigt ein
- 1992: Kleiner Mann im großen Glück

### Fernsehserien
- 1961–1971: Komische Geschichten mit Georg Thomalla
- 1965–1966: Unser Pauker
- 1979: Erlesene Verbrechen und makellose Morde
- 1981: Kintopp Kintopp
- 1982: Georg Thomallas Geschichten
- 1982–1985: Ein Abend mit Georg Thomalla
- 1985: Polizeiinspektion 1
- 1988: Meister Eder und sein Pumuckl
- 1989: Der Tüftler
- 1990: Ein Schloß am Wörthersee
- 1992: Der Alte
- 1993: Das Traumschiff
- 1998: Klinik unter Palmen
- 2000: Auf eigene Gefahr

### Theateraufzeichnungen
- 1966: Vater einer Tochter
- 1975: Der Mann, der sich nicht traut
- 1976: Der Mann, der sich nicht traut
- 1981: Vater einer Tochter
- 1985: Durchreise
- 1990: Das Geld liegt auf der Bank

## Hörspiele
- 1949: Curth Flatow: Beinahe friedensmäßig – Regie: Ivo Veit (Hörspiel – RIAS Berlin)

## Auszeichnungen
- 1971: Goldener Bildschirm
- 1976: Goldener Vorhang des Berliner Theaterclubs e. V.
- 1977: Oberschlesischer Kulturpreis der Landesregierung von Nordrhein-Westfalen
- 1983: Goldener Vorhang
- 1984: Filmband in Gold für langjähriges und hervorragendes Wirken im deutschen Film
- 1985: Verdienstkreuz 1. Klasse des Verdienstordens der Bundesrepublik Deutschland

## Autobiografie
- Georg Thomalla (aufgezeichnet von Peter M. Thouet): In aller Herzlichkeit. Erinnerungen. Verlag Albert Langen Georg Müller, München, Wien 1988, ISBN 3-7844-2191-1.